# Пантелеимон (Рожновский)
Митрополи́т Пантелеи́мон (в миру —  Па́вел Степа́нович Рожно́вский; 27 октября (8 ноября) 1867, Кострома — 30 декабря 1950, Мюнхен) — епископ Русской православной церкви; с осени 1942 года — экзарх Белоруссии, архиепископ (с марта 1942 года — митрополит) Минский и Белорусский. С 1946 года состоял в клире Русской православной церкви заграницей.

## Биография
Родился 27 октября (8 ноября) 1867 года в Костроме в дворянской семье.
Окончил Новгородское реальное училище и Николаевское инженерное военное училище в Санкт-Петербурге со званием офицера (1888).
Поручик в 3-м саперном батальоне в Вильно, вышел в отставку (1895), сельский книгоноша.
В 1897 году окончил миссионерские курсы при Казанской духовной академии и 15 сентября 1897 года в Казанском Спасо-Преображенском монастыре был пострижен в монашество с именем Пантелеимон.
С 1898 года настоятель Мироносицкой пустыни Казанской епархии, с 1900 года игумен.
С 1904 года настоятель Загаецкого монастыря свт. Иоанна Милостивого. При нём монастырь был преобразован в общежительный, благодаря чему существенно увеличилось финансирование из казны.
С 1905 года — настоятель витебского Свято-Троицкого Маркова монастыря в сане архимандрита, благочинный монастырей Полоцко-Витебской епархии.
2 июня 1913 года хиротонисан во епископа Двинского, викария Полоцкой епархии.
Награждён орденами св. Анны III и II степени, св. Владимира III степени (1916).
В 1917—1918 годах член Поместного Собора по должности, участвовал в 1-й (до 6 сентября 1917 г.) и 2-й сессиях, член III, V, XI, XVI отделов.
В 1918 году временно управляющий Полоцкой епархией, организовал Витебский кружок ревнителей религиозно-нравственного просвещения, выступал поручителем за арестованных священнослужителей, спасаясь от большевиков, перебрался в Дерманский Троицкий монастырь.
С 1921 года епископ Пинский и Новогрудский.
В 1922 году на Польском соборе в Варшаве выступил против автокефалии Польской православной церкви, навязываемой властями; был лишён кафедры и сослан в Мелецкий, а затем в Жировицкий монастырь.
Перед наступающими в сентябре 1939 года советскими войсками выехали за границу гродненский епископ Савва (Советов) и викарный епископ виленской епархии Матфей (Семашко). В этих условиях епископ Пантелеимон сообщил духовенству Гродненской епархии, что принимает на себя управление ею. В начале октября 1939 года написал в Московскую патриархию просьбу о присоединении к Русской православной церкви и о возвращении его на Пинско-Новогрудскую кафедру. Митрополит Сергий (Страгородский) 17 октября 1939 года назначил его епископом Пинским и Новогрудским с правом ношения бриллиантового креста на клобуке и званием экзарха Патриархии, ввиду поручения «принять в общение с Патриархией и в свое ведение всех тех областей вновь присоединенной территории, кто пожелает от автокефалии войти в сношение с Патриархией». До конца 1939 года этот указ не получил.
Новоназначенный Экзарх РПЦ архиепископ Пантелеимон (Рожновский) получил задание от местоблюстителя патриаршего престола убедить епископов Польской православной церкви, которые оказались на аннексированной СССР территории Западной Волыни, присоединиться к Московскому патриархату. Экзарх Пантелеймон (Рожновский) довольно активно взялся за дело. В частности, в письме архиепископу Алексию (Громадскому) от 23 февраля 1940 года он настаивал: «пока не поздно» до 1 марта послать в Московский патриархат «декларацию отречения» от юрисдикции Варшавского митрополита Дионисия (Валединского) и польской автокефалии, а также «прошение» о возвращении в Московский Патриархат. 7 марта архиепископ Алексий (Громадский) написал Пантелеимону о том, что в своей, Волынской епархии он приказал священникам на богослужениях поминать патриаршего местоблюстителя митрополита Сергия (Страгородского).
Летом 1940 года епископов Западной Украины и Западной Белоруссии вызвали в Московскую патриархию для оформление возврата в Русскую православную церковь. Акт воссоединения включал покаяние прибывших архиереев, их исповедь и совместную службу с митрополитом Сергием (Страгородским). Не приехали в Москву три архиерея — Феодосий (Федосьев), Поликарп (Сикорский) и Александр (Иноземцев). 24 июня 1940 года Пантелеймон (Рожновский) назначен архиепископом Гродненским и Вилейским. Вскоре его освободили от должности экзарха Западной Белоруссии и Западной Украины: новым экзархом стал присланный из СССР Николай (Ярушевич).
Указом 15 июля 1941 года предусматривалось, что «Экзаршеские обязанности по епархиям западных областей Белоруссии временно переходят к старейшему из наличных там управляющих епархиями архипастырей» (то есть к архиепископу Пантелеимону). В условиях оккупации возглавил Православную Церковь на территории учреждённого Германией Генерального комиссариата Белоруссия (в составе Рейхскомиссариата Остланд).
В марте 1942 года вместе с епископом Венедиктом (Бобковским), на Соборе Белорусской Православной Церкви, учредил Белорусскую митрополию и стал митрополитом. Германские власти поставили ряд условий, которые потребовали выполнить, главным из которых было провозглашение автокефалии Белорусской православной церкви, отделение её от Московского Патриархата. Принял поставленные ему условия с оговоркой, по существу полностью противоречащей им: отделение может состояться только после того, как Белорусская Церковь организуется, созреет для автокефалии и будет признана в таковом качестве прочими поместными Церквами — условия, фактически отменявшие автокефалию и оставлявшие, хотя и номинально, Белорусскую Церковь в ведении Московского Патриархата.
В мае 1942 года, по настоянию белорусских коллаборационистов, требовавших провозглашения автокефалии белорусской церкви, был отстранён немцами от руководства Белорусской церковью и сослан в Ляденский монастырь. В апреле 1943 года был возвращён в Минск. В мае 1944 года собрал епископский собор, объявивший незаконными решения т. н. «Всебелорусского церковного собора» 1942 года на основании того, что оккупационными властями на него не были допущены Пантелеимон и Венедикт.
В 1944 году в письме к Афинскому архиепископу Дамаскину призывал «выступить единым фронтом народов Европы против безбожного большевизма», воглавил Епископский собор, затем насильно вывезен в Германию (побег не удался). С 1945 года жил в лагерях для перемещенных лиц в городах Вайден, Байройт, Шлейсгейм (настоятель Благовещенского храма). В феврале 1946 года вошёл в состав клира Русской Православной Церкви заграницей.
Скончался 30 декабря 1950 года. Отпет в Свято-Михайловском храме Шлейсгейма. Похоронен на кладбище Фельдмохинг близ Мюнхена.